# Головинська селищна рада
Головинська се́лищна ра́да — колишня адміністративно-територіальна одиниця та орган місцевого самоврядування в Черняхівському районі Житомирської області УРСР та України. Адміністративний центр — селище міського типу Головине.

## Загальні відомості
- Територія ради: 13,42 км²
- Населення ради: 2 109 осіб (станом на 1 січня 2011 року)
- Територією ради протікає річка Бистріївка

## Населені пункти
Селищній раді були підпорядковані населені пункти:
- смт Головине

## Населення
Відповідно до результатів перепису населення СРСР, кількість населення ради, станом на 12 січня 1989 року, становила 2 318 осіб.
Станом на 5 грудня 2001 року, відповідно до перепису населення України, кількість мешканців сільської ради становила 1 969 осіб.

## Склад ради
Рада складалась з 18 депутатів та голови.
- Голова ради: Заворотнюк Людмила Іванівна
- Секретар ради: Адамчик Оксана Анатоліївна

### Керівний склад попередніх скликань
| Прізвище, ім'я, по батькові | Основні відомості                                                | Дата обрання | Дата звільнення |
| --------------------------- | ---------------------------------------------------------------- | ------------ | --------------- |
| Заворотнюк Людмила Іванівна | Селищний голова, 1968 року народження, освіта вища, позапартійна | 26.03.2006   | 31.10.2010      |
| Заворотнюк Людмила Іванівна | Селищний голова, 1968 року народження, освіта вища, позапартійна | 31.10.2010   | 25.10.2020      |

Примітка: таблиця складена за даними сайту Верховної Ради України

### VI скликання
За результатами місцевих виборів 2010 року депутатами ради стали:

#### За суб'єктами висування
| Суб'єкт висування               | Кількість обраних депутатів | %    |
| ------------------------------- | --------------------------- | ---- |
| Самовисування                   | 14                          | 77,8 |
| Партія регіонів                 | 2                           | 11,1 |
| Народна партія                  | 1                           | 5,6  |
| Політична партія «Наша Україна» | 1                           | 5,6  |

#### За округами
| № округу                        | Прізвище, ім'я, по батькові       | Дата визнання обраним | Освіта             | Партійна приналежність                | Відомості про обраного депутата                                  |
| ------------------------------- | --------------------------------- | --------------------- | ------------------ | ------------------------------------- | ---------------------------------------------------------------- |
| Народна Партія                  |                                   |                       |                    |                                       |                                                                  |
| 1                               | Глуха Ірина Олександрівна         | 05.11.2010            | вища               | член Народної партії                  | Головинська селищна рада, головний бухгалтер                     |
| Партія регіонів                 |                                   |                       |                    |                                       |                                                                  |
| 13                              | Бежевець Тетяна Петрівна          | 05.11.2010            | середня спеціальна | член Партії регіонів                  | Головинська ВПУ НТ, бібліотекар                                  |
| 17                              | Люлевич Віктор Йосипович          | 05.11.2010            | середня спеціальна | член Партії регіонів                  | приватний підприємець                                            |
| Політична партія «Наша Україна» |                                   |                       |                    |                                       |                                                                  |
| 7                               | Адамчик Оксана Анатоліївна        | 05.11.2010            | вища               | член Політичної партії «Наша Україна» | Головинська селищна рада, секретар                               |
| Самовисування                   |                                   |                       |                    |                                       |                                                                  |
| 3                               | Пернарівська Валентина Леонідівна | 05.11.2010            | вища               | позапартійна                          | Головинська гімназія, заступник директора                        |
| 4                               | Гурківська Неоніла Вікторівна     | 05.11.2010            | середня спеціальна | позапартійна                          | ЗАТ Головинський кар'єр «Граніт», завідувач матеріального складу |
| 5                               | Лисюк Сергій Сергійович           | 05.11.2010            | середня спеціальна | позапартійний                         | ЗАТ Головинський кар'єр «Граніт», черговий електрик              |
| 6                               | Краснобокий Микола Григорович     | 05.11.2010            | вища               | позапартійний                         | ЗАТ Головинський кар'єр «Граніт», головний інженер               |
| 8                               | Добрянський Леонід Броніславович  | 05.11.2010            | середня спеціальна | позапартійний                         | ЗАТ Головинський кар'єр «Граніт», вагар                          |
| 9                               | Краснобока Людмила Миколаївна     | 05.11.2010            | середня спеціальна | позапартійна                          | ЗАТ Головинський кар'єр «Граніт», завсклад                       |
| 10                              | Мізюк Світлана Василівна          | 05.11.2010            | вища               | позапартійна                          | ЗАТ Головинський кар'єр «Граніт», начальник комерційного відділу |
| 12                              | Желінський Юрій Ярославович       | 05.11.2010            | вища               | позапартійний                         | ЗАТ Головинський кар'єр «Граніт», заступник головного інженера   |
| 14                              | Прищепа Олександр Дмитрович       | 05.11.2010            | вища               | позапартійний                         | ЗАТ Головинський кар'єр «Граніт», головний механік               |
| 15                              | Ярмоліцька Галина Миколаївна      | 05.11.2010            | середня спеціальна | член Політичної партії «Наша Україна» | ЗАТ Головинський кар'єр «Граніт», майстер                        |
| 16                              | Гоцька Оксана Григорівна          | 05.11.2010            | середня спеціальна | позапартійна                          | Головинська бібліотека, бібліотекар                              |
| 18                              | Якименко Наталія Григорівна       | 05.11.2010            | середня спеціальна | позапартійна                          | Будинок культури, завідувачка бібліотеки                         |
| 19                              | Солоненко Любов Миколаївна        | 05.11.2010            | середня спеціальна | позапартійна                          | Головинська гімназія, зав. склад                                 |
| 20                              | Свірчевська Оксана Володимирівна  | 05.11.2010            | вища               | позапартійна                          | ЗАТ Головинський кар'єр «Граніт», інженер з охорони праці        |

## Історія
Селищну раду було утворено 19 січня 1981 року, відповідно до рішення Житомирського облвиконкому «Про внесення змін в адміністративно-територіальний поділ окремих районів», в смт Головине Сліпчицької сільської ради Черняхівського району Житомирської області.
Виключена з облікових даних 17 липня 2020 року. Територію та населені пункти ради, відповідно до розпорядження Кабінету Міністрів України № 711-р від 12 червня 2020 року «Про визначення адміністративних центрів та затвердження територій територіальних громад Житомирської області», включено до складу Черняхівської селищної територіальної громади Житомирського району Житомирської області.